# Ishioka
Ishioka è una città giapponese della prefettura di Ibaraki.
Il 1º ottobre 2005 la città di Yasato, del Distretto di Niihari si è fusa con Ishioka.